# Olympische Sommerspiele 1908/Teilnehmer (Österreich)
| Gelbes Symbol für Goldmedaillen mit stilisierten Olympischen Ringen | Graues Symbol für Silbermedaillen mit stilisierten Olympischen Ringen | Braundes Symbol für Bronzemedaillen mit stilisierten Olympischen Ringen |
| ------------------------------------------------------------------- | --------------------------------------------------------------------- | ----------------------------------------------------------------------- |
| —                                                                   | —                                                                     | 1                                                                       |

Zu den Olympischen Spielen 1908 in London wurden erstmals die Athleten aus Cisleithanien, dem Landesteil Österreich/Böhmen von Österreich-Ungarn, vom Österreichischen Olympischen Comité entsandt.
Aus finanziellen Gründen nahmen jedoch nur sieben Athleten teil. Sie kehrten mit nur einer Medaille zurück.

## Medaillen

### Medaillenspiegel
| Rang   | Sportart  | Gold | Silber | Bronze | Gesamt |
| ------ | --------- | ---- | ------ | ------ | ------ |
| 1      | Schwimmen | —    | —      | 1      | 1      |
| Gesamt | Gesamt    | —    | —      | 1      | 1      |

### Medaillengewinner
| Name/n      | Sportart  | Wettkampf      |
| ----------- | --------- | -------------- |
| Bronze      |           |                |
| Otto Scheff | Schwimmen | 400 m Freistil |

## Teilnehmer nach Sportarten

### Fechten
| Athleten     | Wettbewerb | 1. Runde                                                                                 | 1. Runde | Viertelfinale                                                    | Viertelfinale | Halbfinale    | Halbfinale    | Finale        | Finale        | Rang  |
| Athleten     | Wettbewerb | Gegner                                                                                   | Ergebnis | Gegner                                                           | Ergebnis      | Gegner        | Ergebnis      | Gegner        | Ergebnis      | Rang  |
| ------------ | ---------- | ---------------------------------------------------------------------------------------- | -------- | ---------------------------------------------------------------- | ------------- | ------------- | ------------- | ------------- | ------------- | ----- |
| Fritz Flesch | Säbel      | Jetze Doorman Vlastimil Lada-Sázavský Jean de Mas Latrie Henri Six Jaroslav Šourek-Tucek | Q        | Péter Tóth Jenő Szántay Willem van Blijenburgh Alfred Labouchere | DNQ           | ausgeschieden | ausgeschieden | ausgeschieden | ausgeschieden | k. A. |

### Leichtathletik

#### Laufen und Gehen
| Athleten       | Wettbewerb      | Qualifikation | Qualifikation | Finale        | Finale        | Rang          |
| Athleten       | Wettbewerb      | Zeit          | Rang          | Zeit          | Rang          | Rang          |
| -------------- | --------------- | ------------- | ------------- | ------------- | ------------- | ------------- |
| Emmerich Rath  | 10 Meilen Gehen | 1:30:33,8 h   | 8             | ausgeschieden | ausgeschieden | ausgeschieden |
| Emmerich Rath  | Marathon        | -             | -             | 3:50:30,4 h   | 25            | 25            |
| Edi Schönecker | 100 m           | k. A.         | 4             | ausgeschieden | ausgeschieden | ausgeschieden |
| Edi Schönecker | 200 m           | k. A.         | 3             | ausgeschieden | ausgeschieden | ausgeschieden |

### Schwimmen
| Athleten    | Wettbewerb      | Vorlauf     | Vorlauf | Halbfinale  | Halbfinale | Finale        | Finale        | Rang   |
| Athleten    | Wettbewerb      | Zeit        | Rang    | Zeit        | Rang       | Zeit          | Rang          | Rang   |
| ----------- | --------------- | ----------- | ------- | ----------- | ---------- | ------------- | ------------- | ------ |
| Otto Scheff | 100 m Freistil  | 1:11,8 min  | 1       | k. A.       | 4          | ausgeschieden | ausgeschieden | k. A.  |
| Otto Scheff | 400 m Freistil  | 5:51,0 min  | 1       | 5:40,6 min  | 1          | 5:46,0 min    | 3             | Bronze |
| Otto Scheff | 1500 m Freistil | 24:15,8 min | 2       | 24:25,0 min | 2          | k. A.         | 4             | 4      |

### Tennis
| Athleten                         | Wettbewerb               | 1. Runde      | 1. Runde      | 2. Runde           | 2. Runde      | Achtelfinale                      | Achtelfinale  | Viertelfinale              | Viertelfinale | Halbfinale    | Halbfinale    | Finale / Platz 3 | Finale / Platz 3 |
| Athleten                         | Wettbewerb               | Gegner        | Ergebnis      | Gegner             | Ergebnis      | Gegner                            | Ergebnis      | Gegner                     | Ergebnis      | Gegner        | Ergebnis      | Gegner           | Ergebnis         |
| -------------------------------- | ------------------------ | ------------- | ------------- | ------------------ | ------------- | --------------------------------- | ------------- | -------------------------- | ------------- | ------------- | ------------- | ---------------- | ---------------- |
| Männer                           |                          |               |               |                    |               |                                   |               |                            |               |               |               |                  |                  |
| Rolf Kinzl                       | Herreneinzel – Freiplatz | W. V. Eaves   | 3:6, 1:6, 0:6 | ausgeschieden      | ausgeschieden | ausgeschieden                     | ausgeschieden | ausgeschieden              | ausgeschieden | ausgeschieden | ausgeschieden | ausgeschieden    | ausgeschieden    |
| Fritz Felix Pipes                | Herreneinzel – Freiplatz | Oscar Kreuzer | 3:6, 1:6, 4:6 | ausgeschieden      | ausgeschieden | ausgeschieden                     | ausgeschieden | ausgeschieden              | ausgeschieden | ausgeschieden | ausgeschieden | ausgeschieden    | ausgeschieden    |
| Arthur Zborzil                   | Herreneinzel – Freiplatz | Freilos       | Freilos       | Moritz von Bissing | 1:6, 4:6, 4:6 | ausgeschieden                     | ausgeschieden | ausgeschieden              | ausgeschieden | ausgeschieden | ausgeschieden | ausgeschieden    | ausgeschieden    |
| Fritz Felix Pipes Arthur Zborzil | Herrendoppel – Freiplatz | -             | -             | -                  | -             | Josef Gruss Josef Rössler-Ořovský | w.o.          | Josiah Ritchie James Parke | 5:7, 4:6, 2:6 | ausgeschieden | ausgeschieden | ausgeschieden    | ausgeschieden    |